# Sangue alla testa (romanzo)
Sangue alla testa (titolo orig. Le Fils Cardinaud) è un romanzo di Georges Simenon terminato il 22 luglio nel 1941 e pubblicato nel 1942 presso Gallimard. Il titolo italiano del romanzo fu tratto dall'omonimo film francese Le sang à la tête del 1956, trasposizione dell'opera. Nel 2020, l'editore Adelphi sceglie come titolo per la sua nuova traduzione Il signor Cardinaud.

## Trama
Hubert Cardinaud è un rispettabile impiegato di una piccola agenzia di assicurazioni in un altrettanto piccola cittadina balneare della Vandea francese: Les Sables-d'Olonne. 
È il "figlio Cardinaud" come lo conoscono nel paese nel quale è nato e dal quale non si è mai allontanato.
La sua vita scorre tranquilla fino a una domenica d'estate al ritorno dalla messa solenne alla quale ha assistito con il figlio di tre anni.

Appena apre la porta intuisce che le cose non sono come dovrebbero essere: la giovane moglie, Marthe, non è in casa e l'arrosto sta bruciando sul fuoco.
Anche la piccola bimba non c'è. Il momento di panico si accentua quando la vicina bussa alla porta con la piccola in braccio. 
La moglie l'ha pregata di tenerla sino al suo rientro. Non aveva detto altro.
Il primo pensiero è di qualche imprevisto che l'aveva costretta ad uscire di casa all'improvviso. Si reca prima dai suoceri e poi dai genitori, ma della moglie nessuno sa nulla. Al rientro a casa un'altra spiacevole sorpresa. Il portafoglio nella quale teneva i risparmi per pagare la rata imminente del mutuo della casa di cui è così orgoglioso, è vuoto.

In Cardinaud il panico aumenta. Eppure glielo avevano detto che forse Marthe non era la donna adatta a lui, anche lei, prima di acconsentire alle nozze, gli aveva suggerito di pensarci bene. Ma lui era da sempre innamorato di Marthe, di quella ragazzina languida, senza slanci che l'aveva turbato senza rimedio.
Più ancora dell'orgoglio di marito abbandonato, Cardinaud è preoccupato del debito da onorare. A chi chiedere i soldi della rata?
Cardinaud confida sul principale che gli ha fatto capire di considerarlo come candidato ad essere socio dello studio.
Ma con sorpresa questi gli nega il prestito. Cardinaud è preso dallo sconforto, ma cerca di riorganizzare la sua vita, trova una governante, chiede qualche giorno di ferie e comincia a indagare su dove può essere andata la moglie.
Scopre che un giovane poco di buono, tale Mimile Chitard, è tornato di nascosto in paese. Mancava da tempo, essendo andato a cercare fortuna in Africa.
Marthe è scappata con lui. In paese tutti ne sono a conoscenza, anche se non dei particolari. Ma a lui non importa di essere considerato un "cornuto"; quello che gli interessa è ritrovare Marthe, farla ragionare e riportarla a casa dai figli. 
Il principale, venuto a conoscenza del fatto, mosso a compassione, si impegna a prestare la somma necessaria negata in un primo momento.
Cardinaud inizia le ricerche cercando di mettere insieme pezzi di informazione raccolti qui e là.
Si fa vivo un tale Dedè che tra mezzi discorsi piuttosto involuti gli fa capire di essere anche lui sulle tracce di Chitard per vendicarsi di uno sgarro subito quando erano entrambi in Africa.
Riflettendo, intuisce dove i due possono essere andati e si reca sul posto. Nell'osteria del paese trova il solo Chitard. Marthe è andata da dei parenti per chiedere dei soldi.
Tra i due poche parole. Cardinaud l'avverte che anche Dedè è tornato in Francia, lo sta cercando e lo vuole uccidere.
Gli dà dei soldi che Chitard prende e se ne va, poi si siede e aspetta. Quando arriva Marthe e lo vede, solo un lieve disappunto si disegna sul suo volto. 
"Perché sei venuto?" è l'unica cosa che riesce a dirgli. Ormai la ricerca è finita. Cardinaud riporta Marthe a casa. È di nuovo domenica. È trascorsa una sola settimana. Cardinaud al ritorno dalla messa lascia aperto con noncuranza sul tavolo di cucina la pagina del giornale che racconta del ritrovamento 
in un fossato di un corpo di un giovane senza vita. Tutto è come prima.

## Adattamenti

### Cinema
1956 : Le Sang à la tête, film francese realizzato da Gilles Grangier, con Jean Gabin, Renée Faure e Paul Frankeur

### Televisione
1987 : Le Fils Cardinaud, episodio 5 della serie televisiva francese L'Heure Simenon, realizzato da Gérard Mordillat, con Jean-Pierre Bisson e Caroline Sihol
2005 : La Tête haute, telefilm francese realizzato da Gérard Jourd'hui, con Eddy Mitchell e Anna Galiena

## Edizioni italiane
- Sangue alla testa, traduzione di Federico Federici, Collana Il girasole, Milano, Arnoldo Mondadori Editore, settembre 1957.
- Il signor Cardinaud, traduzione di Sergio Arecco, Collana Biblioteca n.707, Milano, Adelphi, 2020, ISBN 978-88-459-3456-8.